# أبيلوكس
أبيلوكس (اليونانية القديمة Αβίλυξ، عاش أواخر القرن الثالث قبل الميلاد)، أو أبيليكس، كان نبيلًا من هسبانيا (شبه الجزيرة الأيبيرية)، وكان في الأصل صديقًا لقرطاج.  تظاهر أبيلوكس بالتعاطف والولاء مع القرطاجيين على الرغم من أنه كان في الواقع أكثر اهتماما بالشؤون الرومانية.  خان زملائه الرهائن المحليين في ساغونتو، الذين كانوا تحت سلطة القرطاجيين إلى الجنرالات الرومان شيبيون الإفريقي وشيبيون الأصلع بعد خداع القائد القرطاجي بوستار. 